# Eugeniusz Wołkowicz
Eugeniusz Wołkowicz (ur. 9 lipca 1943 w Miechowie, zm. we wrześniu 2009) – krakowski szopkarz, z zawodu mechanik. W konkursie szopek krakowskich uczestniczył w 1978, 1993, 1994 i 1997 roku. Jest 3-krotnym laureatem pierwszej nagrody (lata 1978, 1994 i 1997) w kategorii szopek dużych. Jego prace znajdują się w kolekcji Muzeum Historycznego Miasta Krakowa i były prezentowane na wielu wystawach w Polsce i za granicą.
Pochowany na cmentarzu parafialnym w Przesławicach.